# Vrången (Fagerhults socken, Småland)
Vrången är en sjö i Högsby kommun i Småland och ingår i Emåns huvudavrinningsområde. Sjön har en area på 0,0608 kvadratkilometer och ligger 183,3 meter över havet. Sjön avvattnas av vattendraget Nötån.

## Delavrinningsområde
Vrången ingår i det delavrinningsområde (633669-149046) som SMHI kallar för Utloppet av Välen. Medelhöjden är 194 meter över havet och ytan är 21,96 kvadratkilometer. Det finns inga avrinningsområden uppströms utan avrinningsområdet är högsta punkten. Nötån som avvattnar avrinningsområdet har biflödesordning 2, vilket innebär att vattnet flödar genom totalt 2 vattendrag innan det når havet efter 92 kilometer. Avrinningsområdet består mestadels av skog (71 %) och jordbruk (12 %). Avrinningsområdet har 2,64 kvadratkilometer vattenytor vilket ger det en sjöprocent på 12 %.